# Catherine Destivelle
Pas d'image ? Cliquez ici
Piolets d'or
Catherine Destivelle, née le 24 juillet 1960 à Oran, est une grimpeuse et alpiniste française. Initiée très jeune à l'escalade, elle a déjà parcouru à vingt ans les voies d'escalade les plus difficiles des Alpes françaises. Elle devient à la fin des années 1980 une des meilleures grimpeuses mondiales et collectionne records, trophées et distinctions honorifiques. Les années 1990 marquent un virage vers l'alpinisme puisqu'elle participe alors à des expéditions en Himalaya et qu'elle est la première femme à gravir en hiver et en solitaire les trois grandes faces nord des Alpes. Très populaire, elle a fait l'objet de nombreux reportages et films documentaires.

## Biographie

### Enfance, jeunesse et études
Née à Oran en Algérie, Catherine Destivelle passe son enfance et son adolescence entre Savigny-sur-Orge en région parisienne et Audresselles (Pas-de-Calais) pour ses vacances.
À l'âge de douze ans, ses parents l'inscrivent au Club alpin français et elle découvre alors l'escalade en forêt de Fontainebleau puis l'escalade en falaise à Saffres en Côte-d'Or et l'alpinisme dans le Valgaudemar. Elle se passionne immédiatement pour l'escalade et la montagne et montre des prédispositions pour ces activités. Alors qu'elle n'a que treize ans, à l'insu de ses parents qui la croient à Fontainebleau, Catherine Destivelle va passer des week-ends dans les Alpes du Sud pour pratiquer l'alpinisme et l'escalade en compagnie du guide avec qui elle avait grimpé l'été précédent ; cependant, au bout de quelques mois les soupçons de ses parents ne lui permettent pas de poursuivre ses aventures dans les Alpes. L'année suivante, elle va grimper seule à Fontainebleau et fait la connaissance de nombreux habitués, elle finit par s'intégrer à un groupe de jeunes grimpeurs de haut niveau, tous de dix ans ou quinze ans ses aînés ; parmi ceux-ci, Pierre Richard qui deviendra son premier compagnon de cordée. Ils l'emmènent sur les falaises de Surgy où, dès le premier jour, elle s'attaque à La Javanaise, l'une des voies les plus difficiles du site.
En 1976 et 1977, elle accompagne ses amis dans le Verdon où elle peut faire avec Pierre Richard l'ascension des plus grandes voies en réversible,, puis elle aborde avec lui des voies d'escalade de haute montagne extrêmement difficiles dans les Alpes. Ainsi, pendant quatre années, elle parcourt les voies d'escalades les plus réputées et généralement dans des « temps records », en particulier la voie Couzy - Desmaison sur la face nord de l'Olan, la voie Devies - Gervasutti dans la face nord de l'Ailefroide ou la Directe américaine dans la face ouest des Drus. Parallèlement, Catherine Destivelle poursuit ses études et devient kinésithérapeute en 1980. C'est alors que, lassée de l'escalade et de son milieu, elle délaisse la montagne.

### Augmentation du niveau et premières compétitions
Elle ne revient à l'escalade que cinq ans plus tard, à l'occasion du tournage d'un film d'escalade E pericoloso sporgersi pour lequel elle a été sollicitée. Elle signe initialement le Manifeste des 19 qui est critique vis-à-vis des projets d'organisation de compétitions d'escalade. Toutefois, encouragée par son ami Lothar Mauch, elle participe en 1985 à la première compétition d'escalade à Bardonnèche qu'elle remporte. Catherine Destivelle devient alors une grimpeuse médiatique et signe de nombreux contrats avec des sponsors. Mais elle est victime d'un accident en montagne (elle chute dans une rimaye au pied des aiguilles de Chamonix) et se fracture le bassin. Après sa convalescence, elle reprend l'escalade et les compétitions.

### Diversification de la pratique
En 1990, elle arrête la compétition et se tourne vers la haute montagne. Elle participe alors à des expéditions en Himalaya mais la haute altitude ne lui plaît pas : en diminuant ses capacités physiques et intellectuelles, la haute altitude lui enlève le plaisir de l'escalade. Elle se lance également dans des projets d'escalade en solitaire. Elle ouvre en 1991 une voie d'escalade artificielle dans la face sud-ouest des Drus, seule, lors d'une ascension de onze jours. Elle réalise des répétitions de très grande envergure dans les Alpes qui constituent toutes des premières féminines (le pilier Bonatti aux Drus et les trois grandes faces nord des Alpes, en hiver et en solitaire).
En 1996, lors d'une expédition en Antarctique, elle est une seconde fois victime d'un accident grave en montagne, elle se fracture la jambe alors qu'elle vient d'atteindre avec Érik Decamp un sommet vierge à 4 160 mètres d'altitude,. 

### Après-escalade
À la fin des années 1990, elle a un enfant, Victor, avec Érik Decamp.
À partir de 2011, avec Bruno Dupety, elle se lance dans l'édition, avec les Éditions du Mont-Blanc, de livres sur la montagne et l'alpinisme,. 

## Principales ascensions

### Escalade
Pendant sa carrière en compétition, elle fut considérée comme une des toutes meilleures grimpeuses mondiales en libre et en solo intégral.

#### Escalade sportive
- 1983 : la Dudule, Saussois, France (troisième 7a féminin)
- 1985 : Pichenibule, Verdon, France (troisième 7b+ féminin)
- 1985 : Fleur de Rocaille, Mouriès, France (premier 7c+/8a féminin[A 21])
- 1988 : Rêve de Papillon, Buoux, France (quatrième 8a féminin)
- 1988 : Elixir de Violence, Buoux, France (8a)
- 1988 : Samizdat, Cimaï, France (8a)
- 1988 : La Diagonale du Fou, Buoux, France (8a)
- 1988 : Chouca, Buoux, France (premier 8a+ féminin)

#### Solo intégral
- 1985 : El Puro, Mallos de Riglos, Espagne
- 1987 : falaise de Bandiagara, Mali
- 1989 : îles Phi Phi, Thaïlande
- 1997 : Old Man of Hoy, Orcades, Écosse

### Alpinisme
Premières solitaires féminines : 
- 1990 (octobre), ascension du pilier Bonatti aux Drus en 4 heures[A 22] ;
- 1991 (juin), ouverture d'une nouvelle voie sur la face ouest des Drus en 11 jours[A 23],[7] ;
- 1992 (mars), ascension hivernale de la face nord de l'Eiger en 17 heures[A 24] ;
- 1993 (février), éperon Walker aux Grandes Jorasses en 3 jours[A 25] ;
- 1994 (février), voie Bonatti en face nord du Cervin[A 26] (première répétition[A 20] de la voie ouverte en 1965 par Walter Bonatti) ;
- 1999 (juin), voie Brandler-Hasse en solitaire à Cima Grande dans les Dolomites[8].

Elle est encore à ce jour la seule femme à avoir vaincu en solitaire les Grandes Jorasses, le Cervin et la face nord de l'Eiger.

### Expéditions
- En 1990, elle grimpe en libre avec Jeff Lowe la voie des Yougoslaves sur la Tour sans nom aux tours de Trango dans le Karakoram[A 27].
- En 1992, elle échoue avec Jeff Lowe, sur la crête Nord du Latok I (Karakoram, Pakistan), à 6 000 mètres sur cette voie encore invaincue à ce jour (juin 2024).
- En 1994, reprise de l'itinéraire Kurtyka-Loretan-Troillet au Shishapangma au Tibet avec Érik Decamp[9].
- En 1996, première ascension avec Érik Decamp du Peak 4111 « sans nom » (4 160 m) dans la chaîne Ellsworth en Antarctique[A 28], face vierge de 1 700 m de haut.

## Distinctions honorifiques

### Prix
- Lauréate en 1993 du Trophée des femmes en or
- Lauréate en 2008 du prix Albert Mountain Award[10]
- Piolet d'or Carrière, « Prix Walter Bonatti » en 2020[11],[12],[6]

### Décorations
- Chevalier de la Légion d'honneur (décret du 6 avril 2007)[13]
- Chevalier de l'ordre national du Mérite (1992)

### Hommage
Un complexe multi-sports, dont une salle d'escalade inaugurée vers la fin des années 1990, porte son nom en Loire-Atlantique à Blain.

## Publications
- Danseuse de roc, Denoël, Paris, 1987  (ISBN 978-2207233948)
- Rocs nature (photos de Gérard Kosicki), Denoël, Paris, 1991  (ISBN 978-2207238981)
- Annapurna : duo pour un 8000 (avec Érik Decamp), Arthaud, Paris, 1994  (ISBN 2-7003-1059-4)
- L'Apprenti Alpiniste : l'escalade, l'alpinisme et la montagne expliqués aux enfants (avec Érik Decamp, illustré par Gianni Bersezio), Hachette Jeunesse, Paris, 1996  (ISBN 978-2012916623)
- Ascensions, Arthaud, Paris, 2003  (ISBN 2-7003-9594-8)
- Le Petit Alpiniste avec Érik Decamp, illustré par Claire Robert, Éditions Guérin, Chamonix, 2009  (ISBN 978-2352210382)
- Rock Queen, Hayloft Publishing Ltd, Stainmore (Royaume-Uni), 2015  (ISBN 978-1910237076)
- L'escalade, tu connais ?, Éditions du Mont Blanc, 2017  (ISBN 978-2-36545-026-3)
- L'alpinisme, tu connais ?, Éditions du Mont Blanc, 2019  (ISBN 978-2-36545-046-1)

## Films
Catherine Destivelle est mise en scène dans plusieurs films documentaires et courts métrages consacrés à la varappe ou à l'alpinisme :
- Robert Nicod, E pericoloso sporgersi, 16 mm, 26 min, tourné en 1985 dans les gorges du Verdon[14].
- Pierre-Antoine Hiroz, Seo, 16 mm, 26 min, escalade en solo tourné au Mali en 1987 (médaille d'argent au festival de Trente (Italie), grand prix aux JIFAS (Okuba, Japon), grand prix et prix du public au festival des Diablerets (Suisse), mention spéciale au festival international de la vidéo sportive à Arcachon[15].
- Laurent Chevalier, Solo Thaî, 16 mm, 17 min, escalade et rencontre avec un chasseur de nids d'hirondelles tourné en Thaïlande en 1989[16].
- David Breashears, Nameless Tower, 16 mm, 52 min, tourné au Pakistan pendant l'expédition aux Tours de Trango en 1990[17].
- Gilles Sourice, 11 jours dans les Drus, vidéo, 13 min, tourné lors de l'ouverture en solitaire de la voie Destivelle face Ouest des Drus en 1991[18].
- Stéphane Deplus, Eiger, vidéo, 26 min, tourné lors de l'ascension solo hivernale de la face nord de l'Eiger en 1992[19].
- Pierre-Antoine Hiroz, Ballade à Devil's Tower, super 16, 26 min, escalade en solo tourné aux États-Unis en 1992[20].
- Pierre-Antoine Hiroz, La Cascade, vidéo numérique, 52 min, tourné en hiver dans le pays sherpa au Népal en 1997[21].
- Martin Belderson, Rock Queen, vidéo, 52 min, tourné en Écosse sur la tour The Old Man of Hoy en 1997 (52 min)[22].
- Rémy Tezier, Au-delà des cimes, vidéo HD, 95 min, trois sommets alpins mythiques partagés en compagnie de proches (le Grand Capucin, l'Aiguille du Grépon, l'Aiguille Verte), tourné en 2007. Grand prix et prix du public au 24e festival international du film de montagne d'Autrans 2007, prix du meilleur long-métrage de montagne au festival de Banff 2009.
- Ascensions, coffret de deux DVD regroupant ses plus belles escalades à travers le monde (ci-dessus) sorti en décembre 2010.
- Vincent Perazio, Bertrand Delapierre, Grande-Bretagne, voyage aux sources de l'alpinisme, 53 min, 2024.